# Honiara
Honiara is het hoofdstedelijk gewest en de gelijknamige hoofdstad van de Salomonseilanden.

## Geografie
Honiara ligt aan de noordkust van het bergachtige eiland Guadalcanal. Het ligt aan de monding van de rivier Mataniko.

### Stadsbeeld
Honiara is een kleine plaats aan een kleine baai die als haven dient. Met 50.100 inwoners (2003) is het een kleine stad, maar daarmee toch de grootste in het land. De stad wordt doorkruist door de Kukum Highway die zo'n 30 kilometer langs is en van de luchthaven in het oosten naar de wijk White River in het westen loopt. Aan de kust liggen de haven vanwaar de veerboten naar de vele provincies vertrekken, enkele clubs, winkels en restaurants. De huizen in de stad variëren van krotten in de buurt van Chinatown tot bescheiden houten huizen op palen, met golfplaten daken, sommige uitgerust met airconditioning. Iets verder landinwaarts, op kleine bergruggen, liggen de duurdere huizen waar vooral internationale hulpverleners en bedrijfsmanagers wonen.

### Industrie & transport
Honiara heeft een internationaal vliegveld: Honiara International Airport (tot november 2003: Henderson Field). De meeste toeristen in de Salomonseilanden komen het land binnen via het vliegveld. Het vliegveld ligt een kleine 10 km buiten de stad en is tijdens de Tweede Wereldoorlog door Japanse militairen aangelegd.
Honiara is het hoofdkwartier van de nationale luchtvaartmaatschappij Solomon Airlines en van de South Pacific Forum Fisheries Agency. Exportgoederen, zoals kopra, kokosnoten en vis, worden voornamelijk via de haven uitgevoerd. De belangrijkste handelspartners zijn Maleisië, Japan, Zuid-Korea en Taiwan.
Binnenlands transport naar de overige eilanden vindt plaats via het vliegveld en de haven.

## Klimaat
De Salomonseilanden liggen in de tropen. De gemiddelde dagtemperatuur over het hele jaar is 28 °C. De zeewatertemperatuur is 26 - 29 °C. De regenperiode ligt tussen november en april maar het verschil met de droge periode is niet heel groot. Met gemiddeld 2000 mm neerslag per jaar is het in Honiara iets droger dan gemiddeld in de Salomonseilanden (3000 mm). Ter vergelijking: de gemiddelde neerslag in Nederland bedraagt ongeveer 750 mm per jaar.

## Geschiedenis
In de Tweede Wereldoorlog werd op en rond het eiland maanden lang bloedig gevochten, te land, ter zee en in de lucht, omwille van het pas aangelegde Henderson Field. Dit staat geboekt als de Slag om Guadalcanal, die deel uitmaakte van de Slag om de Salomonseilanden. De baai waarin de haven van Honiara ligt dankt daar ook zijn naam aan: de Iron Bottom Sound (Nederlands: ijzerenbodembaai). Nadat de Amerikanen het eiland hadden ingenomen, ontstond er een stad rondom de militaire basis, het huidige Honiara.
Wanneer, aan het eind van de Tweede Wereldoorlog, de Salomonseilanden weer een Brits protectoraat worden, vervangt Honiara Tulaghi als hoofdstad. Na onafhankelijkheid in 1978 is Honiara de hoofdstad gebleven.
Na etnische spanningen in 2000 vestigt de door Australië geleide vredesmissie RAMSI (Regional Assistance Mission to the Solomon Islands) zich in Honiara in 2003. Sindsdien is er sprake van een rustige en vreedzame situatie, waardoor investeerders en toeristen Honiara en de Salomonseilanden weer weten te vinden.
Een tsunami schrok in april 2007 het westelijk deel van het land op. Deze had geen gevolgen voor het noordelijk gelegen Honiara, maar er werden wel wat dorpen met de grond gelijk gemaakt en er vielen 52 doden. De wederopbouw is weer bijna voltooid.

## Bezienswaardigheden
- De parlementsgebouwen. Sinds de bouw in 1993 bieden deze traditionele gebouwen een comfortabele werkomgeving aan de circa 50 leden van de regering. De gebouwen kunnen op afspraak met de beveiliging bezichtigd worden.
- Het Nationaal museum waar kunstvoorwerpen van de Salomonseilanden te bezichtigen zijn en wordt verteld over het rumoerige verleden van de eilanden.
- De Botanische tuinen. Deze bevatten een grote variëteit aan orchideeën en andere planten uit het tropisch regenwoud.

## Trivia
- In 2024 schonk Ruben Terlou met een aflevering van De wereld van de Chinezen aandacht aan de stad.[1]